# Neomixis
A Neomixis a madarak osztályának verébalakúak (Passeriformes) rendjébe és a szuharbújófélék (Cisticolidae) családjába tartozó nem.

## Rendszerezésük
A nemet Richard Bowdler Sharpe angol zoológus és ornitológus írta le 1881-ben, az alábbi fajok tartoznak ide:
- Neomixis viridis
- Neomixis tenella
- Neomixis striatigula